# Banāowrān
Banāowrān (persiska: بنااوران, Benāravān) är en ort i Iran.   Den ligger i provinsen Östazarbaijan, i den nordvästra delen av landet, 400 km nordväst om huvudstaden Teheran. Banāowrān ligger 1 940 meter över havet och antalet invånare är 287.
Terrängen runt Banāowrān är huvudsakligen kuperad, men åt nordost är den bergig. Runt Banāowrān är det ganska glesbefolkat, med 40 invånare per kvadratkilometer. Närmaste större samhälle är Tark, 11,6 km söder om Banāowrān. Trakten runt Banāowrān består i huvudsak av gräsmarker.